# Tojtic, Mitontic
Tojtic är en ort i Mexiko.   Den ligger i kommunen Mitontic och delstaten Chiapas, i den sydöstra delen av landet, 800 km öster om huvudstaden Mexico City. Tojtic ligger 1 793 meter över havet och antalet invånare är 509.
Terrängen runt Tojtic är kuperad norrut, men söderut är den bergig. Runt Tojtic är det ganska tätbefolkat, med 134 invånare per kvadratkilometer. Närmaste större samhälle är San Cristóbal de las Casas, 19,7 km sydväst om Tojtic. Omgivningarna runt Tojtic är en mosaik av jordbruksmark och naturlig växtlighet.